# Verbandsgemeinde Loreley
Die Verbandsgemeinde Loreley ist eine Gebietskörperschaft im Rhein-Lahn-Kreis in Rheinland-Pfalz. Der Verbandsgemeinde gehören die drei Städte Sankt Goarshausen, Braubach und Kaub sowie 19 weitere Ortsgemeinden an, Verwaltungssitz ist die Stadt Sankt Goarshausen. In Braubach befindet sich eine zweite Verwaltungsstelle. Die Verbandsgemeinde entstand zum 1. Juli 2012 aus dem Zusammenschluss der Verbandsgemeinden Braubach und Loreley und wurde benannt nach dem im Gemeindegebiet liegenden und steil über dem Rhein aufragenden sagenumwobenen Loreleyfelsen.

## Verbandsangehörige Gemeinden
| Ortsgemeinde, Stadt      | Fläche (km²) | Einwohner |
| ------------------------ | ------------ | --------- |
| Auel                     | 2,65         | 174       |
| Bornich                  | 12,00        | 930       |
| Braubach, Stadt          | 19,54        | 2.969     |
| Dachsenhausen            | 10,18        | 978       |
| Dahlheim                 | 6,82         | 823       |
| Dörscheid                | 8,65         | 379       |
| Filsen                   | 1,88         | 638       |
| Kamp-Bornhofen           | 11,37        | 1.570     |
| Kaub, Stadt              | 12,98        | 786       |
| Kestert                  | 6,90         | 630       |
| Lierschied               | 5,95         | 488       |
| Lykershausen             | 3,35         | 229       |
| Nochern                  | 7,11         | 479       |
| Osterspai                | 13,00        | 1.263     |
| Patersberg               | 2,65         | 332       |
| Prath                    | 4,33         | 299       |
| Reichenberg              | 3,23         | 156       |
| Reitzenhain              | 5,66         | 347       |
| St. Goarshausen, Stadt   | 7,00         | 1.281     |
| Sauerthal                | 3,57         | 144       |
| Weisel                   | 13,06        | 1.008     |
| Weyer                    | 6,00         | 486       |
| Verbandsgemeinde Loreley | 167,86       | 16.389    |

(Einwohner am 31. Dezember 2023)

## Geschichte
Die zweite im Jahr 2010 begonnene Kommunal- und Verwaltungsreform in Rheinland-Pfalz sah bei den Verbandsgemeinden Loreley und Braubach Änderungsbedarf. Beide Verbandsgemeinden unterschritten die im Ersten Landesgesetz zur Kommunal- und Verwaltungsreform geforderte Mindesteinwohnerzahl von 12.000 deutlich.
In übereinstimmenden Beschlüssen hatten die Verbandsgemeinderäte Loreley und Braubach ihren Willen zur freiwilligen Bildung einer neuen Verbandsgemeinde innerhalb der bis zum 30. Juni 2012 laufenden und sogenannten „Freiwilligkeitsphase“ erklärt. Nach dem am 20. Dezember 2011 erlassenen „Landesgesetz über die freiwillige Bildung der neuen Verbandsgemeinde Braubach-Loreley“ wurde zum 1. Juli 2012 eine neue Verbandsgemeinde mit dem vorläufigen Namen „Braubach-Loreley“ gebildet. Verwaltungssitz ist Sankt Goarshausen, in Braubach bleibt eine zweite Verwaltungsstelle.
Am 25. Oktober 2012 beschloss der Verbandsgemeinderat, der Verbandsgemeinde den Namen Loreley zu geben. Mit Schreiben vom 8. November 2012 hat der Minister des Innern, für Sport und Infrastruktur Rheinland-Pfalz, Roger Lewentz, den Namen der am 1. Juli 2012 aus den Verbandsgemeinden Braubach und Loreley neu gebildeten Verbandsgemeinde auf „Verbandsgemeinde Loreley“ festgelegt. Dieser Name gilt seit dem 1. Dezember 2012.

## Bevölkerungsentwicklung
Die Entwicklung der Einwohnerzahl bezogen auf das heutige Gebiet der Verbandsgemeinde Loreley; die Werte von 1871 bis 1987 beruhen auf Volkszählungen:
| Jahr | Einwohner |
| 1815 | 11.026    |
| 1835 | 13.721    |
| 1871 | 15.959    |
| 1905 | 17.588    |
| 1939 | 19.114    |
| 1950 | 21.517    |

| Jahr | Einwohner |
| 1961 | 20.574    |
| 1970 | 20.266    |
| 1987 | 18.484    |
| 1997 | 18.934    |
| 2005 | 18.140    |
| 2023 | 16.389    |

## Politik

### Verbandsgemeinderat
Der Verbandsgemeinderat Loreley besteht aus 32 ehrenamtlichen Ratsmitgliedern, die bei der Kommunalwahl am 9. Juni 2024 in einer personalisierten Verhältniswahl gewählt wurden, und dem hauptamtlichen Bürgermeister als Vorsitzendem. Am 3. Juni 2012 erfolgte aufgrund der Neubildung der Verbandsgemeinde ein von den allgemeinen Kommunalwahlen abweichender Wahltermin. Der damalige Verbandsgemeinderat wurde für eine verkürzte Wahlzeit gewählt.
Die Sitzverteilung im Verbandsgemeinderat:
| Wahl | SPD | CDU | Grüne | Linke | FWG/FBL | Gesamt   |
| ---- | --- | --- | ----- | ----- | ------- | -------- |
| 2024 | 13  | 10  | 1     | –     | 8       | 32 Sitze |
| 2019 | 13  | 10  | 2     | –     | 7       | 32 Sitze |
| 2014 | 13  | 12  | 1     | 1     | 5       | 32 Sitze |
| 2012 | 14  | 11  | 1     | 0     | 6       | 32 Sitze |

- FWG/FBL = Freie Wähler Gruppe / Freie Bürger Liste Braubach-Loreley e. V.

### Bürgermeister
Mike Weiland (SPD) wurde am 3. Juli 2020 Bürgermeister der Verbandsgemeinde Loreley. Bei der Direktwahl am 15. März 2020 hatte er sich mit einem Stimmenanteil von 60,0 % gegen den amtierenden Bürgermeister Werner Groß und zwei weitere Bewerber durchgesetzt.
Bei der vorangegangenen ersten Direktwahl der neuen Verbandsgemeinde am 3. Juni 2012 waren drei Bewerber angetreten: Carsten Göller (SPD), Werner Groß (CDU) und Holger Puttkammer. Nachdem bei dieser Wahl keiner der Bewerber eine Mehrheit erreicht hatte, setzte sich Werner Groß bei der Stichwahl am 17. Juni 2012 mit 52,5 % der Stimmen durch. Die Amtszeit des Bürgermeisters begann am 1. Juli 2012 und lief acht Jahre.

### Wappen
Die neue Verbandsgemeinde führt ein neues Wappen. Der Schild ist geviert und zeigt oben rechts im blauen, mit goldenen Schindeln bestreuten Feld einen goldenen rotbewehrten Löwen (Haus Nassau), links in Gold den schwarzen einköpfigen, rotbewehrten Reichsadler, unten rechts das rote Trierer Kreuz in Silber und links die Wittelsbacher silber-blauen Rauten.